# Puca mi u glavi
Puca mi glavi deveti je album Željka Bebeka. Album sadrži 10 skladbi, među kojima su hitovi Ja nikad ne pijem za stare ljubiavi, Dala mi da ljubim malo, Lagano umirem u tvome sjećanju (u originalu izvodi ITD band) i naslovna skladba.
Izašao je 1995. godine u izdanju Croatia Recordsa.

## Album
Gotovo sve skladbe na albumu napisao je Miroslav Drljača Rus iz ITD banda. Album je snimljen u Zagrebu u jesen 1995. godine. U snimanju su sudjelovale Jadranka Krištof, Kristina Kresnik i drugi.
Uslijedio je spot za pjesmu Dala mi da ljubim malo.